# کژسک-کرولووا نگوا
کژسک-کرولووا نگوا (به لهستانی:  Krzesk-Królowa Niwa) یک روستا در لهستان است که در گمینا زبوچن واقع شده‌است. کژسک-کرولووا نگوا  ۶۳۰ نفر جمعیت دارد.